# Всеукраинский центральный военно-революционный комитет
Всеукраинский центральный военно-революционный комитет (ВЦВРК) (укр. Всеукраїнський центральний військово-революційний комітет — руководящий орган большевиков по подготовке и проведению восстания рабочих и крестьян Украины против австрийских и германских войск, оккупировавших территорию Украины в 1918 году, и поддерживаемого оккупантами режима гетмана П. Скоропадского.
Был сформирован по решению I съезда КП (б) Украины 12 июля 1918 года, в Москве, заменив Бюро по руководству повстанческой борьбой на оккупированной территории Украины (Повстанбюро, или «Повстанскую девятку»), которое было создано в апреле того же года на базе эвакуированных в г. Таганрог Центрального исполнительного комитета Советов Украины и Народного секретариата — государственных органов Украинской Народной Республики Советов.
Возглавил ВЦВРК А. С. Бубнов. В состав комитета вошли В. Х. Ауссем, В. П. Затонский, Ю. М. Коцюбинский, Г. Л. Пятаков.
ВЦВРК осуществлял руководство работой военных штабов при подпольных ревкомах, которые организовывались для непосредственной военно-технической подготовки восстаний на местах. Их деятельность направлял Главный штаб во главе с С. И. Петриковским (Петренко). На совещании представителей военных штабов, созванном ВЦВРК 31 июля 1918 года в Курске, было решено выработать военно-стратегический план вооруженного восстания на Украине. Все штабы должны были строго следовать указаниям комитета. Наибольшие успехи в подготовке восстания были достигнуты на Черниговщине и в северной части Полтавской губернии, где военный штаб возглавлял Н. Г. Крапивянский.
ВЦВРК, не имея достаточной информации о готовности к восстанию всех ревкомов и штабов и о соотношении сил, издал 5 августа приказ № 1 о начале общего вооружённого восстания, который был одобрен и ЦК КП(б) Украины. Выполнение этого приказа привело к разгрому рассеянных и изолированных выступлений рабочих и крестьян, и уже 7 августа ВЦВРК был вынужден отменить его.
Пленум ЦК КП(б) Украины, состоявшийся 8—9 сентября 1918 г. в Орле, осудил действия ВЦВРК как преждевременные и ошибочные. Для укрепления ВЦВРК в его состав был введён Ф. А. Сергеев (Артём). На совещании представителей военно-революционных комитетов Украины перед ВЦВРК была поставлена задача: одновременно с развёртыванием партизанско-повстанческого движения на Украине приступить к формированию в так называемой нейтральной зоне между Украиной и Советской Россией регулярных войсковых единиц из партизанских и повстанческих отрядов.
22 сентября ВЦВРК издал приказ № 6 о создании двух повстанческих дивизий на территории южных уездов Курской губернии и северных уездов Черниговской губернии, были определены штаты этих боевых единиц. Одновременно усилия комитета были направлены на объединение деятельности всех подпольных военно-революционных комитетов Украины.
18 ноября, начав выдвижение на территорию Украины, части 2-й Повстанческой дивизии заняли Ямполь и Хутор Михайловский Глуховского уезда, 20 ноября — Рыльск, затем Суджу и Глухов. 1-я Повстанческая дивизия в конце ноября заняла сёла Чернецкое, Богородское, Коржовка, г. Стародуб и ряд других населённых пунктов Черниговской губернии.
ВЦВРК сложил свои полномочия после создания 28 ноября 1918 года на его базе Временного рабоче-крестьянского правительства Украины.